# Arthur Joseph O’Neill
Arthur Joseph O’Neill (* 14. Dezember 1917 in East Dubuque; † 27. April 2013 in Rockford) war ein US-amerikanischer Geistlicher und römisch-katholischer Bischof von Rockford.

## Leben
Arthur O’Neill wurde am  27. März 1943 zum Priester geweiht.
Er wurde am 19. August 1968 durch Papst Paul VI. zum Bischof von Rockford ernannt. Der Apostolische Delegat in den Vereinigten Staaten von Amerika, Erzbischof Luigi Raimondi, spendete ihm am 11. Oktober desselben Jahres die Bischofsweihe; Mitkonsekratoren waren Leo Binz, Erzbischof von Saint Paul, und James Joseph Byrne, Erzbischof von Dubuque.
Am 19. April 1994 nahm Papst Johannes Paul II. seinen altersbedingten Rücktritt an. 2013 starb O’Neill mit 95 Jahren als einer der ältesten katholischen Bischöfe weltweit.